# Ngentakrejo
Ngentakrejo is een bestuurslaag in het regentschap Kulon Progo van de provincie Jogjakarta, Indonesië. Ngentakrejo telt 6598 inwoners (volkstelling 2010).